# MicroG
MicroG (tipicamente stilizzato microG) è un'implementazione libera e open source delle librerie proprietarie di Google, che funge da sostituto dei Google Play Services nel sistema operativo Android. È mantenuto dallo sviluppatore tedesco Marvin Wißfeld. Egli descrive microG come "il framework (librerie, servizi, patch) per creare una distribuzione Android completamente compatibile senza componenti proprietari di Google".

## Panoramica
Sebbene Google avesse inizialmente rilasciato il sistema operativo Android come software open source nel 2007, l'azienda ha gradualmente sostituito alcuni componenti open source di Android con software proprietari man mano che la popolarità di Android cresceva. Nel 2012, Wißfeld ha creato il progetto NOGAPPS come alternativa gratuita e open source dei Google Play Services, il software di sistema proprietario di Google preinstallato su quasi tutti i dispositivi Android. Il progetto NOGAPPS è stato successivamente ribattezzato MicroG nel 2016.
MicroG consente alle app Android di accedere a interfacce di programmazione delle applicazioni (API) replicate fornite dai Google Play Services, tra cui le API associate a Google Play, Google Maps e alle funzionalità di geolocalizzazione e messaggistica di Google. A differenza dei Google Play Services, MicroG non traccia l'attività dell'utente sul dispositivo e gli utenti possono attivare o disattivare singolarmente funzionalità API specifiche. A seconda delle app installate dagli utenti, l'attività dell'utente potrebbe comunque essere tracciata da Google.

## LineageOS for MicroG

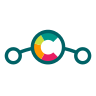
Logo di LineageOS for MicroG

Nel 2017, microG ha rilasciato "LineageOS for microG", un fork di LineageOS, un sistema operativo libero e open source basato su Android, che include MicroG e l'app store F-Droid come software preinstallato. LineageOS for MicroG è stato sviluppato in seguito al rifiuto da parte degli sviluppatori di LineageOS di integrare MicroG all'interno del progetto principale, motivando la decisione con preoccupazioni legate alla sicurezza, in particolare alla necessità di MicroG di simulare (spoofing) le firme digitali del codice. Per consentire il funzionamento di MicroG, LineageOS for MicroG implementa un supporto limitato allo spoofing delle firme digitali.

Gli sviluppatori di MicroG sostengono che gli smartphone più vecchi consumino meno batteria utilizzando LineageOS for MicroG rispetto ai sistemi operativi che utilizzano i Google Play Services. Nel 2017, LineageOS for MicroG supportava 39 modelli di dispositivi e attualmente supporta gli stessi modelli compatibili con LineageOS. I dispositivi ricevono nuove versioni di LineageOS for MicroG tramite aggiornamenti over-the-air ogni due settimane.

## Adozione
In un articolo del 2018 sulla privacy delle app Android, i ricercatori di sicurezza dell'Università di Nagoya hanno utilizzato MicroG per eludere il meccanismo di sicurezza SafetyNet di Google su un emulatore Android Marshmallow. I ricercatori hanno modificato il gestore dei pacchetti di Android e implementato il "signature spoofing" per abilitare MicroG sull'emulatore.
CalyxOS include opzioni per utilizzare MicroG come alternativa orientata alla privacy per alcune delle funzionalità di Google Play Services.
DivestOS, un soft fork di LineageOS, ha scelto di non supportare MicroG né altri modi di installare o eseguire app proprietarie di Google. Da luglio 2023, DivestOS consente l'installazione di MicroG dopo averlo abilitato nelle impostazioni di sistema, ma non consiglia di farlo e considera ancora questa funzionalità non supportata.
Lo smartphone "Project Gem" di Essential Products, in fase di sviluppo prima della sua cancellazione, utilizzava un fork di Android che sostituiva i Google Play Services con MicroG, secondo i commit di Essential al codebase Android alla fine del 2019. Essential Products ha chiuso nel febbraio 2020.
IodéOS include MicroG.
A partire da maggio 2022, l'azienda Murena vende alcuni smartphone che includono MicroG con il sistema operativo /e/, un fork di LineageOS orientato alla privacy, con i servizi Google "in gran parte rimossi". Nel 2019, le aziende associate a /e/ hanno iniziato a vendere smartphone ricondizionati con MicroG preinstallato.
Nel 2020, OmniROM ha iniziato a fornire build con MicroG integrato per alcuni dispositivi.

## Accoglienza
Nel 2016, Nathan Willis di LWN.net riteneva che MicroG sarebbe stata una "gradita aggiunta" per gli utenti di progetti alternativi basati su Android, tra cui CyanogenMod, Replicant e Blackphone. Willis suggeriva che MicroG avrebbe potuto incrementare la propria diffusione collaborando con questi progetti.
Nell'aprile del 2018, Corbin Davenport, scrivendo per Android Police, ha installato LineageOS for MicroG su uno smartphone Xiaomi Mi 4c utilizzando l'immagine del Team Win Recovery Project in un esperimento in cui ha utilizzato esclusivamente software open source su Android. Davenport non è riuscito ad accedere al suo account Google tramite MicroG e ha concluso che "passare completamente all'open source non è fattibile", nonostante l'elevata qualità di alcune app Android open source di F-Droid. Nel novembre 2018, Brendan Hesse di' Lifehacker ha consigliato MicroG nel suo tutorial su come "abbandonare Google". Hesse ha descritto MicroG come un'alternativa "promettente" a Google Play Services, che era "incompleta e ancora in fase di sviluppo", ma "utilizzabile" e che "funziona piuttosto bene".
Nel 2019, Steven J. Vaughan-Nicols, in una recensione su ZDNet di uno smartphone Samsung Galaxy S9+ ricondizionato venduto da /e/, ha evidenziato che le applicazioni maggiormente integrate con Google Mobile Services avevano meno possibilità di funzionare correttamente su MicroG. Durante il test del suo dispositivo, Vaughan-Nichols è riuscito a utilizzare senza problemi app come Signal, Telegram, Facebook e altre app Android, mentre Lyft e Uber hanno dato qualche problema; non è invece riuscito a far funzionare Google Maps e Twitter, concludendo che "le applicazioni possono essere una seccatura" e "installare /e/ è un'impresa ardua". Nel maggio 2022, Vaughan-Nichols su ZDNet ha scritto "nel sistema operativo /e/, la maggior parte (ma non tutti) i servizi Google sono stati rimossi e sostituiti con i servizi MicroG".